# Apetit (entreprise)
Apetit Oyj (jusqu'en 1973 Lännen Sokeri puis jusqu'en mai 2013 Lännen Tehtaat), est un groupe d'entreprises alimentaires coté à la bourse d'Helsinki en Finlande.

## Présentation
Le groupe Apetit est divisé en trois secteurs d'activité: solutions alimentaires, produits oléagineux et commerce de céréales.
Les filiales principales du groupe sont: 
- Ruokaratkaisut produit des légumes et des aliments surgelés, ainsi que des légumes prêts à l'emploi.
- Öljykasvituotteet produit des huiles végétales et produit des matières premières à base de graines oléagineuses dans une huilerie à Kirkkonummi.
- Viljakauppa gère les marchés des céréales, des oléagineux et des matières premières pour l'alimentation animale.

Les sociétés associées sont:
- Sucros Oy (20% du capital) fabrique, commercialise des produits du sucre.
- Escamar Seafood Oy (moins de 20% du capital) commercialise des produits de la pêche.

Le groupe Apetit a son siège à Säkylä et des sites à Helsinki, Kirkkonummi et Pudasjärvi.
Ses principaux marchés sont la Finlande et les pays baltes.

## Actionnaires
Liste des principaux actionnaires au 22 novembre 2021 :
| Actionnaires                              | %      |
| ----------------------------------------- | ------ |
| Valion eläkekassa                         | 8,23 % |
| Berner                                    | 7,91 % |
| Esko Eela                                 | 6,21 % |
| Nordea Investment Management              | 5,51 % |
| Miettinen (famille)                       | 2,24 % |
| Maa-ja Metsätaloustuottajain Keskusliitto | 1,99 % |
| Apetit (autodétention)                    | 1,41 % |
| Apteekkien Eläkekassa                     | 1,37 % |
| municipalité de Säkylä                    | 1,04 % |
| Mikko Laakkonen (fi)                      | 1,00 % |